# ひも (映画)
『ひも』は、1965年の日本映画、R-18（旧成人映画）指定。白黒映画。東映東京撮影所製作、東映配給。主演：梅宮辰夫、監督：関川秀雄。併映『日本侠客伝 浪花篇』（主演：高倉健、監督：マキノ雅弘）。

## 概要
梅宮辰夫・緑魔子コンビによる「夜の青春シリーズ」第1作。

## ストーリー
上京した家出娘・河本静江は、愚連隊の村田浩に仕込まれ、バーのホステスとなる。懸命に働き浩と結婚を夢見る静江だが、浩は女を出世の道具に使い大幹部になりたいという野心を持つ男だった。雇れマダムのトミ子と浩が寝ているを見た静江はバーから逃げるが連れ戻されて残忍なリンチを受ける。静江はまた浩のために働くことになった。

## スタッフ
- 企画：園田実彦
- 監督：関川秀雄
- 脚本：成沢昌茂・小野竜之助
- 撮影：林七郎
- 音楽：内藤法美
- 美術：藤田博
- 編集：祖田富美夫
- 助監督：野田幸男

## キャスト
- 村田浩：梅宮辰夫
- 河本静江：緑魔子
- 的場トミ子：ロミ・山田
- 久保秋子：中原早苗
- 峰：南原宏治
- 花山：山本麟一
- 秋子の夫：北村和夫
- マツ：大辻伺郎
- サブ：八名信夫
- ゲン：潮健児
- ノブオ：石橋蓮司
- 組長：沢彰謙
- 姐さん：春川ますみ

## 製作経緯
梅宮辰夫は、企画は園田実彦と話しているが、脚本の成沢昌茂は、企画は当時東映京都撮影所所長だった岡田茂（のち東映社長）と話している。本作は前年の『二匹の牝犬』を嚆矢とする東京の"風俗映画路線"から生まれた一作。元々岡田は梅宮をデビュー後から目をかけ、1964年の『暗黒街大通り』までの硬派な役から同年の『悪女』で梅宮を突如、私生活に近いプレイボーイ、女を泣かす役に方向転換させた。梅宮は『悪女』の時、岡田から直接「こういう台本でやってくれ」と言われたと話している。ここから1968年からの「不良番長シリーズ」に至る。緑魔子は本作の前年にモノクロ作品の『二匹の牝犬』、『悪女』で注目され、本作を始め同じモノクロの「夜の青春シリーズ」で都会の吹き溜まりドラマに独自の魅力を発揮した。大原麗子はこの「夜の青春シリーズ」で際どい役を演じて、足懸りをつかんだことで知られるが、大原の出演はシリーズ2作目『いろ』から7作目『夜の青春シリーズ 赤い夜光虫』までの6作品である。

## 夜の青春シリーズ
「夜の青春シリーズ」は、1965年の本作『ひも』から、『いろ』、『ダニ』、『かも』、『夜の悪女』、1966年『夜の牝犬』、『夜の青春シリーズ 赤い夜光虫』、1968年『夜の手配師』までの8作品を日本映画製作者連盟では「夜の青春シリーズ」としている。東映ビデオも2021年3月の同シリーズ初ソフト化に際し、同様にその8本をシリーズ全8作品とした。他の文献では1968年の『㊙トルコ風呂』を加えて全9作とするもの。『夜の手配師』『㊙トルコ風呂』も入れず全7作品とするものがある。このうち、『ひも』、『いろ』、『ダニ』、『かも』の四作品は当時"二文字シリーズ"と呼んだ。また『かも』の後もすぐには「夜の青春シリーズ」と呼ばれず、一連の「夜もの」などと呼ばれていた。山根貞男はこのシリーズを「夜の盛り場シリーズ」と称している。「夜の青春シリーズ」は全てモノクロ作品で、うち7作品が当時全盛だった東映任侠映画のカラー作品との併映だった。『夜の手配師』のみ一般映画で残りは成人映画である。「夜の青春シリーズ」は、全作ほぼ似通った筋立てで、ホステスのスカウトや女衒を生業とする梅宮が、非情で老獪な女性操縦法を駆使して女から金を吸い上げ、ラストは女が自殺したり夜逃げしたりする反社会的な内容。本シリーズは、女性愚弄ぶりも甚だ酷く、男性王国たる東映にふさわしく、あきれるほどに徹底して男性本位の映画といえる。まだ20代後半ながら既にムチムチな上半身を晒け出した梅宮が、毎回毎回キュートな肉体女優を相手に濃厚なベッドシーンを演じて注目された。相手をした女優は緑魔子、ロミ・山田、大原麗子、中原早苗ら錚々たる面々だが、彼女たちも当時はまだB級女優だった。梅宮の無表情で硬直した芝居はえも言われぬ不気味な裏社会のリアリティを感じさせ成功した。前述のようにこれらの作品は全盛期だった「東映任侠映画」との併映で、梅宮は"プレイボーイ"イメージをより印象付けた。梅宮は実生活でもこの頃から女性関係が派手な展開を見せ始め、マスメディアを賑わせている。1966年2月17日公開の『四畳半物語 娼婦しの』は本シリーズに入れられていないが「夜の青春シリーズ」5作の脚本を手掛けた成沢昌茂に、岡田茂プロデューサーが『四畳半物語 娼婦しの』に相当際どいセリフがあるため、成沢に監督をやらせれば色っぽいものになると期待して監督に指名して製作されたものである。岡田は本シリーズ以降の梅宮主演による「夜の歌謡シリーズ」「不良番長シリーズ」「帝王シリーズ」でも、梅宮を着流し任俠路線の裏番組のエースとして起用し続けた。

## 評価
『二匹の牝犬』や「夜の青春シリーズ」は東映のポルノチックな傾向の始まりとも論じられ、川本三郎は『二匹の牝犬』や「夜の青春シリーズ」といった路線がエスカレートしていき、石井輝男の東映ポルノ「異常性愛路線」になり、他の映画会社にも伝播して日活ロマンポルノになった、などと評している。